# 路德·斯特蘭奇
路德·約翰遜·斯特蘭奇三世（英語：Luther Johnson Strange III；1953年3月1日—），是美國的律師、政治人物及前說客，在2017年2月至2018年1月期間擔任共和黨籍阿拉巴馬州聯邦參議員；此前他曾自2011年至2017年出任第47任阿拉巴馬州總檢察長。
斯特蘭奇曾在2006年及2010年兩度參選公職，包括競逐阿拉巴馬州副州長和阿拉巴馬州總檢察長。2006年參選阿拉巴馬州副州長時，他在共和黨黨內初選擊敗小喬治·華萊士獲得提名，惟最終敗於民主黨的小吉姆·福爾瑟姆；而2010年他參選阿拉巴馬州總檢察長時，則在黨內初選勝過時任總檢察長特洛伊·金，並以二十萬票之差贏過民主黨的詹姆斯·安德森（James Anderson）當選。
2016年12月6日，斯特蘭奇被確認取得阿拉巴馬州聯邦參議員的候補提名，即將接替被美國總統當選人唐納·川普在11月18日提名為美國司法部長的傑夫·塞申斯；至2017年2月9日，正式由阿拉巴馬州州長羅伯特·本特利任命出任聯邦參議員，以填補塞申斯的空缺。

## 外部連結
- C-SPAN內的頁面（英文）

| 司法职务             | 司法职务                                                   | 司法职务               |
| -------------------- | ---------------------------------------------------------- | ---------------------- |
| 前任者： 特洛伊·金   | 阿拉巴馬州總檢察長 2011年－2017年                          | 繼任者： 史蒂夫·馬歇爾 |
| 美国参议院           |                                                            |                        |
| 前任者： 傑夫·塞申斯 | 阿拉巴馬州第2類參議員 2017年－2018年 與理查·謝爾比同時在任 | 繼任者： 道格·琼斯     |